# Anal Stench
Anal Stench – polska grupa muzyczna wykonująca death metal. Powstała w 2001 roku w Krakowie.

## Historia
Zespół powstał w listopadzie 2001 roku w Krakowie. Funkcjonująca początkowo jako sześcioosobowy projekt w składzie: Michał „Psycho” Senajko, Dariusz „Yanuary” Styczeń, Krystian „Pinocchio” Skowiniak, Wojciech „Sauron” Wąsowicz, Ivy oraz gitarzysty Michał „Waran” Skotniczy.
W rok po powstaniu muzycy w należącym do znanego z grupy Delight instrumentalisty Jarosława Barana – Jaro Home Studio, zarejestrowali demo pt. Koprofag 997. W październiku tego samego roku zespół podpisał kontrakt płytowy z rodzimym wydawcą Metal Mind Productions. Dla której rok później zarejestrowano debiutancki album pt. Stench Like Six Demons. Wcześniej jednak z grupy odszedł Pinokio, którego zastąpił Maciej „Alizee666” Kowalski znany z Darzamat.
W 2003 roku z grup odeszli Kowalski i Skotniczy, których zastąpili znany z grupy Sceptic perkusista Jakub „Cloud” Chmura oraz występujący w Virgin Snatch gitarzysta Grzegorz „Grysik” Bryła. Niedługo potem z zespołu odszedł również Senajko którego zastąpił również występujący w Virgin Snatch wokalista Łukasz „Zielony” Zieliński oraz Ivy (Serpentia), którego zastąpił basista grupy Nu Mileniuum – Tomasz „Futrzak” Futro. W zmienionym składzie 2004 roku zespół zarejestrował drugi album pt. Red Revolution, który ukazał się nakładem Empire Records.
2005 rok minął dla zespołu pod znakiem promocji ostatniego wydawnictwa koncertując m.in. na Crack Attack Metal Fest oraz Metalfilia, ponadto z przyczyn zdrowotnych zespół opuścił Wąsowicz. W 2006 roku do zespołu powrócił Michał „Psycho” Senajko, do którego dołączył również trzeci wokalista Sebastian „Syru” Syroczyński występujący poprzednio w Disinterment oraz instrumentalista klawiszowiec Wacław „Vac-c” Borowiec znany z grupy Crionics. W poszerzonym składzie w kwietniu tego samego roku grupa wystąpiła poprzedzając koncert grupy Nile w Polsce.
W 2012 roku po kilkuletniej przerwie w działalności formacja wystąpiła w krakowskim klubie Kwadrat w ramach koncertu charytatywnego Covan Wake The Fuck Up.

## Muzycy
| Ostatni znany skład zespołu - Łukasz „Zielony” Zieliński – śpiew (2003-2006, 2012) - Sebastian „Syru” Syroczyński – śpiew (2006, 2012) - Grzegorz „Grysik” Bryła – gitara (2003-2006, 2012) - Dariusz „Yanuary” Styczeń – gitara (2001-2006, 2012) - Tomasz „Futrzak” Futro – gitara basowa (2003-2006, 2012) - Jakub „Cloud” Chmura – perkusja (2003-2006, 2012) | Byli członkowie zespołu - Michał „Psycho” Senajko – śpiew (2001-2003, 2006) - Wojciech „Sauron” Wąsowicz – śpiew (2001-2006) - Maciej „Alizee666” Kowalski – perkusja (2003) - Michał „Waran” Skotniczy – gitara (2001-2003) - Ivy – gitara basowa (2001-2003) - Krystian „Pinocchio” Skowiniak – perkusja (2001-2003) - Wacław „Vac-c” Borowiec – instrumenty klawiszowe (2006) |

## Dyskografia
Albumy
- Stench Like Six Demons (2003, Metal Mind Productions)
- Red Revolution (2004, Empire Records)

Dema
- Koprofag 997 (2002, wydanie własne)

Kompilacje różnych wykonawców
- Covan Wake the Fuck Up (DVD, 2012, Red Pig Production/Creative Music/Mystic Production)[6]